# Age of Wonders: Planetfall
Age of Wonders: Planetfall — компьютерная игра в жанре 4X-пошаговой стратегии, разработанная голландской компанией Triumph Studios и изданная Paradox Interactive. Релиз состоялся 6 августа 2019 года для Microsoft Windows, PlayStation 4 и Xbox One. Пятая игра в серии Age of Wonders, сюжетно является научно-фантастическим ответвлением серии, в то время как действие других игр происходит в фэнтези-сеттинге.

## Сюжет
Звёздный союз, чья власть простиралась над тысячами планет — пал. Но оставшиеся на ряде планет фракции продолжили своё существование, начав борьбу за доминирование в новом мире.

## Игровой процесс
В игре представлено восемь фракций (две из них добавлены в дополнениях), традиционно отличающихся по характеру игры и составу юнитов:
- Авангард (англ. Vanguard) — военный экспедиционный корпус людей старой империи. Часть представителей была заперта на планетах, во время невозможности осуществления сверхсветовых межзвёздных перелётов. В то время, как остальные — те, кто оказался в космосе в это время и были вынуждены путешествовать традиционным способом.
- Амазонки (англ. Amazons) — потомки колонистов, освоившие генную инженерию и научившиеся использовать в своих целях местную флору и фауну. Представителями фракции являются исключительно женщины.
- Конструкты (англ. Assembly) — ещё одна ветвь человечества. Объединившиеся, после продолжительной войны, жертвы экспериментов по излишней аугментации и учёные проводившие эти эксперименты.
- Двар (англ. Dvar) — выходцы с шахтёрской планеты, делающие акцент на добыче полезных ископаемых. Являются аналогом гномов, говорят с русским акцентом.
- Кир’Ко (англ. Kir’Ko) — раса разумных насекомых, обладающих псионическими способностями. В прежние времена были рабами Союза, но смогли отвоевать свободу.
- Синдикат (англ. Syndicate) — объединение нескольких торговых домов, опирающиеся на дипломатию и секретные операции. В прежние времена императоры Звёздного Союза лишили их имевшегося благосостояния и влияния. Основным поводом стало пренебрежение законами империи, например работорговля людьми.
- Шакарн (англ. Shakarn) — раса рептилоидов, добавленная в дополнении Invansions. Используют шпионаж и голографические технологии. В прошлом были вынуждены прекратить экспансию после столкновения со Звёздным Союзом, с распадом которого вернулись к прежним планам.
- Связанные клятвой (англ. Oathbound) — фракция людей, добавленная в дополнении Star Kings. Стилизованные под благородных рыцарей, но вместо доспехов используют мехов. Правящий орган использует мощный ИИ, называемый «Оракул», для вычисления наиболее оптимального варианта действий.

Определившись с выбором стороны, игрок получает под своё командование её лидера, чьи параметры возможно менять, и вместе с которым предстоит изучать планету, заниматься дипломатией, проводить тайные операции и вести войну. Карта мира создаётся процедурной генерацией и разделена на сектора, каждый из которых имеет по два биома. Эти места используются для добычи продовольствия, производства, исследований и получения энергии, эффективность которых можно повысить постройкой специальных зданий. По мере развития игрок сможет контролировать больше городов, каждым из которых можно будет управлять отдельно. Игрок может передвигаться по другим секторам, находя там ресурсы и получая технологии при нападении на нейтральные отряды. Также на карте присутствуют нейтральные фракции, которые могут стать союзными и предоставить игроку дополнительную военную поддержку. Каждая из игровых фракций обладает специальным деревом развития («технология Судного Дня»), открывающим доступ к использованию оружия массового уничтожения.
Сражения происходят в пошаговом режиме с видом сверху. Игрок управляет различными юнитами и их отрядами, указывая им место дислокации и приказывая им вести огонь, использовать укрытия и т. д. За один ход каждый юнит может сделать три действия. Юниты и отряды возможно снабжать различным снаряжением и улучшать, что отражается на их параметрах и адаптации к меняющейся игровой ситуации.
Увеличение роли дипломатии в игровом процессе вдохновлено играми Paradox Interactive в жанре глобальных стратегий. По сравнению с Age of Wonders III сражения были усложнены, а элементы локаций стали разрушаемыми. Разработчики учли отзывы к своей предыдущей игре и внесли ряд изменений, усложнив экономическую систему, расширив возможности для игрока. Уникальность фракций обеспечивается различающимися игровыми преимуществами и особенностями каждой из них. Основой игрового сеттинга для разработчиков стала концепция Звёздного Союза, являющегося связующим звеном для всех фракций, вдохновение при работе над ней авторы черпали из знаменитой фантастической серии «Звёздные войны», а также постапокалиптической Fallout и романа Дэна Симмонса «Гиперион».

## Разработка
Созданием игры занималась нидерландская студия Triumph Studios, купленная в 2017 году Paradox Interactive, ставшей издателем будущего продукта. Разработка началась в середине 2015 года. Triumph Stidios, чья игровая серия Age of Wonders использовала жанр фэнтези, на этот раз решила поэкспериментировать и внести новые идеи, перенеся действие новой игры в формат научной фантастики.
Игра была анонсирована Paradox Interactive 19 мая 2018 года. Релиз состоялся 6 августа 2019 года на платформах Microsoft Windows, PlayStation 4 и Xbox One. Игроки могли также приобрести «делюксовое» (косметический набор) и «премиальное» (доступ к трём будущим дополнениям) издания.

### Загружаемый контент
16 ноября 2019 года вышло дополнение Revelations, добавляющее фракцию Забытых.
26 мая 2020 года вышло дополнение Invasions, добавляющее фракцию Шакарнов и ряд нововведений (две карты кампании, новый игровой режим, непредсказуемые события и особые испытания).
10 ноября 2020 вышло дополнение Star Kings, добавляющее фракцию Связанных клятвой и очередные нововведения (две карты кампании, дополнительный игровой режим, новые нейтральные юниты).

## Оценки
| Сводный рейтинг | Сводный рейтинг |
| Агрегатор       | Оценка          |
| --------------- | --------------- |
| GameRankings    | 79,93 %         |

Средневзвешенная оценка агрегатора рецензий Metacritic составила: ПК-версия — 82 % (на основании 24 обзоров), PS4 — 78 % (7 обзоров), Xbox One 87 % (4 обзора). Средняя оценка российского агрегатора «Критиканство» составила 80 баллов из 100 возможных, имея в основе шесть рецензий в русских изданиях.